# Vítězslav Podrazil
Vítězslav Podrazil (* 11. května 1959, Jablonec nad Nisou) je český dirigent, klavírista a cembalista. Je zakladatelem hudebních těles Orchestr Atlantis a Atlantis Collegium.

## Život

### Vzdělání, pracovní pozice
Absolvoval obor dirigování na Akademii múzických umění v Praze ve třídě Václava Neumanna. Během studia pracoval jako asistent dirigenta v opeře Národního divadla v Praze pod vedením šéfa opery Zdeňka Košlera. V letech 1987–1990 se stal dirigentem plzeňské opery. V letech 1991–1992 byl šéfdirigentem Komorní opery Praha. V té době vedl také Symfonický orchestr plzeňské konzervatoře.

### Orchestr Atlantis
V roce 1993 založil Orchestr Atlantis a komorní sdružení Atlantis Collegium, které je tvořeno užším výběrem sólistů a členů tohoto orchestru. S Orchestrem Atlantis a jeho komorní sestavou se zúčastnil v roce 1995 mezinárodního festivalu „Starý zákon v umění“, v roce 1996 mezinárodního hudebního festivalu „Musica Iudaica“ a v roce 1998 společných koncertů s Tel-Avivským komorním sborem.
Od roku 2002 se Orchestr Atlantis věnuje jazzovým skladbám a hudbě obsahující jazzové prvky. V roce 2010 byla Podrazilovi a Orchestru Atlantis udělena cena Euro Pragensis Ars za interpretaci skladeb soudobých autorů.

### Spolupráce se skladateli
Někteří čeští a zahraniční skladatelé napsali své skladby přímo pro Orchestr Atlantis nebo jeho komorní sestavu: Premasiri Khemadasa (Srí Lanka), Max Stern (Izrael), Petr Pokorný, Vlastislav Matoušek, Jan Děd, Karel Šimandl, Vít Clar, Stanislav Jelínek, Aladár Lašanský, Kazuhiko Hattori (Japonsko), Karel Janovický (Velká Británie), Mark Kopytman (Izrael), Josef Vejvoda, Lukáš Sommer, Juraj Filas a Roman Haas.